# Balfour-verklaring
De Balfour-verklaring is vervat in een officiële brief geschreven op 2 november 1917 door de Britse minister van Buitenlandse Zaken Arthur James Balfour, aan Lionel Walter Rothschild, lid van de bankiersfamilie Rothschild in Groot-Brittannië en bestemd voor de Zionistische Federatie waarvan hij een van de leiders was. In de brief wordt vriendelijke belangstelling uitgesproken voor de bestrevingen van de Zionistische Beweging en is een korte verklaring opgenomen, dat de Britse regering positief staat tegenover de stichting in Palestina van een nationaal thuis voor het volk van de Joden en haar uiterste best zal doen het voornemen mogelijk te maken. Met inachtneming van de burgerlijke en religieuze rechten van plaatselijke niet-Joodse gemeenschappen. De verklaring werd zonder overleg met de inheemse bewoners van Palestina uitgebracht. Arthur James Balfour vond hun mening niet van belang met de volgende reden: "het Zionisme, of het nu goed of fout is, goed of slecht, is geworteld in eeuwenoude tradities, in huidige behoeften, in toekomstige hoop, van veel diepgaander belang dan de verlangens en vooroordelen van de 700.000 Arabieren die nu dat oude land bewonen." Aangenomen wordt dat de verklaring tot stand kwam na lobbyen van Chaim Weizmann, directeur chemische laboratoria van de Britse Admiraliteit en vooraanstaande figuur van de zionistische beweging.
Ondanks het feit dat Groot-Brittannië de Arabische volkeren in het Ottomaanse gebied onafhankelijkheid beloofde, was Palestina volgens de Britten een uniek geval. Dit stelde de Britten in staat om een speciaal systeem in te stellen om de Palestijnen te besturen.

## Tekst van de brief

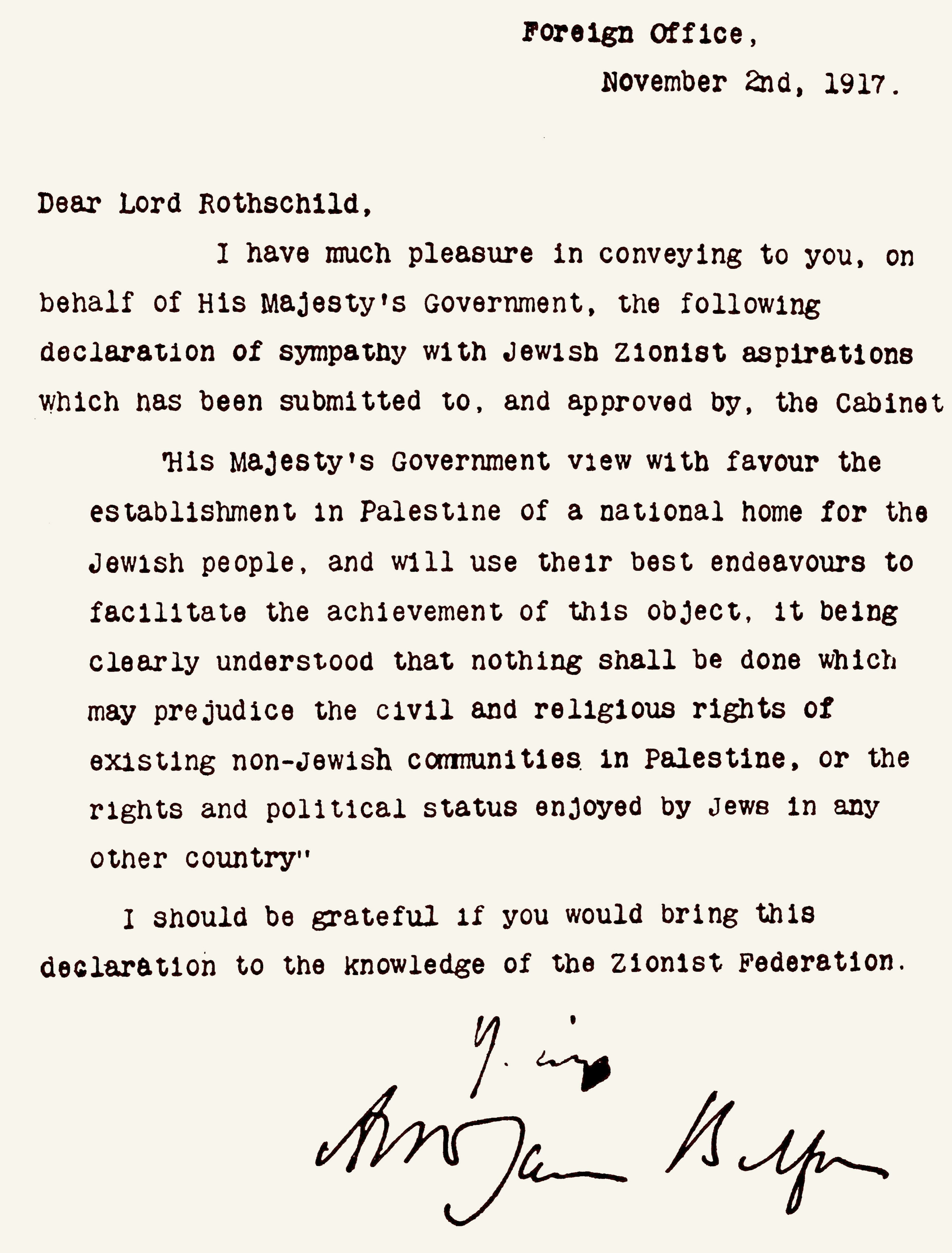
De brief van Balfour aan Rothschild, 1917

De brief/verklaring luidt als volgt:
Foreign Office
November 2nd, 1917
Dear Lord Rothschild,
I have much pleasure in conveying to you, on behalf of His Majesty's Government, the following declaration of sympathy with Jewish Zionist aspirations which has been submitted to, and approved by, the Cabinet.
"His Majesty's Government view with favour the establishment in Palestine of a national home for the Jewish people, and will use their best endeavours to facilitate the achievement of this object, it being clearly understood that nothing shall be done which may prejudice the civil and religious rights of existing non-Jewish communities in Palestine, or the rights and political status enjoyed by Jews in any other country."
I should be grateful if you would bring this declaration to the knowledge of the Zionist Federation.
Yours sincerely,
Arthur James Balfour
Nederlandse vertaling van de verklaring:
"Zijne Majesteits Regering staat welwillend tegenover de vestiging in Palestina van een nationaal tehuis voor het Joodse volk, en zal haar beste krachten aanwenden de verwezenlijking van dit doel te bevorderen, waarbij het duidelijk moet zijn dat niets zal worden ondernomen dat de burgerlijke en godsdienstige rechten van niet-Joodse gemeenschappen in Palestina zou kunnen aantasten, of de rechten en de politieke status die Joden genieten in enig ander land."

## Totstandkoming

### Aanleiding
Premier David Lloyd George van het toenmalige Britse kabinet was een filosemiet en christenzionist. De minister van Buitenlandse Zaken, Arthur Balfour, was gematigd antisemiet (Aliens Act van 1905). Op regeringsniveau zag men de zionisten als ‘een zelfgeorganiseerde groep Europese kolonisten die daar onder Britse bescherming het land konden bezetten’, zoals Balfours voorganger Lord Chamberlain het formuleerde, die binnen het geo-politieke beleid konden helpen de strategische route naar en van de Britse kolonie India en de olietoevoer uit Noord-Irak via het Suez-kanaal te bewaken tegen vijanden. De directe reden had te maken met de zich voortslepende Eerste Wereldoorlog, die men tot een gunstig en spoedig einde wilde brengen. Men wilde door een pro-zionistische verklaring propaganda bedrijven richting Rusland en de Verenigde Staten, landen met een grote Joodse bevolkingsgroep; Rusland in de rijen der geallieerden houden en de Amerikaanse publieke opinie gunstig stemmen.

De zionistische beweging had zich in de Eerste Wereldoorlog neutraal opgesteld. In 1916 deed Robert Crewe, Britse minister van Buitenlandse Zaken, een poging om de zionisten aan de kant van de Geallieerden (Eerste Wereldoorlog) te krijgen. Hij meldde:
It is clear that the Zionist idea has in it the most far reaching political possibilities.... We might hope to use it in such a way as to bring over to our side the Jewish forces in America, the East and elsewhere which are not largely, if not preponderantly hostile to us
Ook kwam men erachter dat de Duitsers een eigen pro-zionistische verklaring overwogen. Er was dus haast geboden. Lloyd George, Balfour, Churchill en Sykes waren voor, maar er was ook tegenstand. Lord Curzon vroeg zich af: Wat moet er van de inwoners van het land worden? Edwin Montagu dacht dat het zionisme dan meer antisemitisme zou oproepen. Weizmann wist echter de steun van vele Joodse notabelen - Walter, Lord Rothschild voorop - en Engelse aristocraten te verwerven en won het pleit.

### Opstelling verklaring
De Franse secretaris-generaal van Buitenlandse Zaken, Jules Cambon, had op 3 juni 1917, enkele maanden vóór de Balfour-verklaring, in een brief aan de Russische zionist Nahum Sokolov al de steun van Frankrijk toegezegd voor de "hergeboorte van de Joodse nationaliteit" in Palestina. Op dat ogenblik heerste het Ottomaanse Rijk in Palestina. Tijdens de Eerste Wereldoorlog legden Frankrijk en het Verenigd Koninkrijk in het geheime Sykes-Picotverdrag van 16 mei 1916 de toekomstige grenzen vast, al was dat strijdig met toezeggingen aan de Arabieren die vastgelegd waren in de Hoessein-McMahoncorrespondentie.
In de verklaring werd het standpunt uiteengezet waarover het Britse kabinet een akkoord had bereikt tijdens zijn vergadering van 31 oktober 1917. Dit standpunt hield in dat Groot-Brittannië de zionistische plannen voor een Joods nationaal tehuis in Palestina ondersteunde, alhoewel uitdrukkelijk toegevoegd werd dat niets mocht worden gedaan dat aan de rechten van de niet-Joodse bewoners afbreuk zou doen.
De opdeling van het Ottomaanse Rijk tussen de bondgenoten Groot-Brittannië, Frankrijk en Rusland was dus al tijdens de oorlog onderhandeld. De Fransen zouden het huidige Syrië en Libanon krijgen, de Britten het huidige Irak, Jordanië en de Naqab-woestijn in Palestina. Istanbul, de Bosporus, de Dardanellen en Armenië zouden naar Rusland gaan, dat daarnaast een invloedssfeer zou krijgen in een neutraal Palestina, waar de meeste christenen orthodox waren.
Na de Oktoberrevolutie van 1917 in Rusland lieten de nieuwe communistische machthebbers echter weten dat ze niet geïnteresseerd waren in zo’n imperialistisch complot en besloten de twee overgebleven geallieerden, Frankrijk en Groot-Brittannië, om Palestina Brits te maken.

## Betekenis
De exacte woorden van de Balfour-verklaring werden in 1920 opgenomen in het Verdrag van Sèvres tussen de Geallieerden en Turkije met betrekking tot een Brits mandaat voor Palestina. De Volkenbond gaf namelijk de Britse regering het mandaat om de Arabische bevolking van Palestina voor te bereiden op onafhankelijkheid. Deze was eindelijk vrij van het Turkse Ottomaanse Rijk, maar werd nu geconfronteerd met Brits bestuur dat een zionistisch project legitimeerde. Dit project voorzag in beginsel in de vestiging van miljoenen joden in wat de Palestijnse Arabische bevolking beschouwde als eigen Palestijns grondgebied. Deze bevolking was zodoende andermaal afhankelijk van een vreemde mogendheid én van de wijze waarop deze om zou gaan met haar eigen voorbehoud in de verklaring: dat de burgerlijke en religieuze rechten van de aanwezige, inheemse Palestijnse bevolking nevens andere niet-Joodse gemeenschappen ("non Jewish communities") niet geschaad mochten worden.

## Kanttekeningen
De notities die werden gemaakt tijdens de besprekingen van de verklaring verduidelijken sommige details aangaande het woordgebruik. Het woord tehuis in plaats van staat werd opzettelijk gebruikt en de Britten deden in de jaren die volgden heel wat moeite om te benadrukken dat de oprichting van een Joodse staat nooit de bedoeling was geweest, onder meer door het Churchill White Paper van 1922.
In de tekst wilde men ook duidelijk maken dat een Joods tehuis niet geheel Palestina zou bestrijken. Edwin Montagu, de minister voor Brits-Indië en een antizionistische Jood, zorgde ervoor dat de tekst rekening hield met de rechten van de niet-Joodse gemeenschappen in Palestina en ook met de positie van Joden in andere landen, omdat hij wilde voorkomen dat de verklaring anders wellicht tot antisemitische acties zou kunnen leiden.
Britse functionarissen, waaronder Balfour, gaven persoonlijk toe dat de interpretatie door de zionisten het uiteindelijke resultaat zou zijn. Een memorandum van Balfour uit 1919 (dat is dus ná de verklaring uit 1917) vermeldt In Palestina doen we niet eens het voorstel om – al was het voor de vorm – de wensen van de huidige bevolking te onderzoeken. De vier grote machten hebben zich verbonden met het zionisme. En zionisme, het mag juist zijn of verkeerd, goed of fout, is geworteld in eeuwenoude tradities, in nood van het heden, in hoopvolle verwachtingen voor de toekomst, die van veel groter belang zijn dan de verlangens van en nadelen voor de 700.000 Arabieren die nu dat oude land bewonen.
Uit onderzoek van Jonathan Schneer blijkt, dat de Britse regering Palestina (of een deel ervan) heeft aangeboden aan vier partijen: aan de Fransen (Sykes-Picotverdrag), de Arabieren (Hoessein-McMahoncorrespondentie), de zionisten (Balfour-verklaring) en de Turken. De Turken zouden de soevereiniteit over Palestina mogen behouden als ze zich zouden terugtrekken uit de oorlog, waar ze niet op in gingen. De andere drie aanbiedingen bleven formeel van kracht.
De Palestijns-Amerikaanse literatuurwetenschapper Edward Said omschreef de Balfour-verklaring als een project opgezet door een Europese grootmacht, over niet-Europees grondgebied, waarbij de aanwezigheid en de wensen van de autochtone meerderheid die woonde op dat grondgebied compleet werden genegeerd – daarbij een belofte makend die over hetzelfde grondgebied ook aan een andere buitenlandse groep werd gedaan.